# Centenarios (serie filatélica)
Centenarios es el nombre de una serie filatélica emitida por Correos y Telégrafos de España desde el año 1997, que está dedicada a conmemorar los centenarios del nacimiento o la muerte de los personajes más destacados o de los acontecimientos más importantes de la historia española. En total han sido puestos en circulación 58 sellos en 39 fechas de emisión diferentes.

## Descripción
| Fecha de emisión | Nombre del sello (descripción) | Dimensiones (mm)         | Valor facial (en €) |
| ---------------- | --- | ------------------------ | ------------------- |
| 30.04.1997       | 1) El científico y médico Josep Trueta i Raspall y detalle de la articulación de los huesos del brazo: húmero, radio y cúbito; en ocasión del centenario de su nacimiento | 40,9 × 28,8              | 32                  |
| 24.07.1997       | 1) El político Antonio Cánovas del Castillo en ocasión del centenario de su fallecimiento | 28,8 × 40,9              | 21                  |
| 24.07.1997       | 2) Un lienzo que conmemora la llegada de la Virgen de la Asunción, patrona de la ciudad, y el reverso de una moneda romana; en celebración del bimilenario de la ciudad de Elche | 28,8 × 40,9              | 32                  |
| 24.07.1997       | 3) Una imagen del ataque de la armada inglesa a Santa Cruz de Tenerife en conmemoración del bicentenario de la defensa de Tenerife | 40,9 × 28,8              | 65                  |
| 17.10.1997       | 1) Con motivo del V centenario de la fundación de la ciudad tinerfeña de San Cristóbal de La Laguna, se reproduce el escudo de armas que le fue concedido por la Corona de Castilla en 1510                                                                                               | 28,8 × 40,9              | 32                  |
| 17.04.1998       | 1) Un retrato de Pedro Pablo Abarca de Bolea, conde de Aranda, con motivo del segundo centenario de su fallecimiento; de fondo se puede ver el Palacio de Biota, el de Siétamo y el de Épila                                                                                              | 28,8 × 40,9              | 35                  |
| 18.05.1998       | 1) Retrato del médico y profesor Carlos Jiménez Díaz con motivo del centenario de la creación del Colegio Oficial de Médicos de Madrid | 40,9 × 28,8              | 35                  |
| 12.06.1998       | 1) Reproducción de la imagen del Santo Niño de Cebú, patrón de las Filipinas, y la basílica homónima; las banderas de España y de Filipinas, y la leyenda «Filipinas, Méjico y España: Un siglo de amistad», con motivo del centenario de la independencia filipina de la Corona española | 40,9 × 28,8              | 70                  |
| 06.10.1998       | 1) Una fografía del escritor y diplomático Ángel Ganivet, en ocasión del centenario de su muerte | 40,9 × 28,8              | 35                  |
| 06.10.1998       | 2) Una imagen de la Giralda de Sevilla, con motivo de los 800 años de su existencia | 28,8 × 40,9              | 70                  |
| 12.07.1999       | 1) El Puente Viejo de Valmaseda (Vizcaya) con motivo del VIII centenario de la fundación de la villa | 28,8 × 40,9              | 35                  |
| 12.07.1999       | 2) Diseño alusivo al centenario de la Sociedad General de Autores y Editores que muestra el logotipo de la sociedad | 28,8 × 40,9              | 70                  |
| 12.07.1999       | 3) Diseño alusivo a la Fuente mágica de Montjuic en Barcelona, diseñada por Carles Buïgas, en ocasión del centenario del nacimiento del ingeniero catalán | 40,9 × 28,8              | 70                  |
| 12.07.1999       | 4) Un mapa geológico de la península ibérica junto una pintura de la reina Isabel II en ocasión del 150 aniversario de la Carta Geológica de Madrid y General del Reino (actual Instituto Geológico y Minero de España)                                                                   | 40,9 × 28,8              | 150                 |
| 16.07.1999       | 1) Pintura del hidalgo Rodrigo Díaz de Vivar, El Cid, con motivo del IX centenario de su muerte | 28,8 × 40,9              | 35                  |
| 24.09.1999       | Dos pinturas de Diego Velázquez, que forman parte de la colección del Museo del Prado de Madrid, en conmemoración del 400 aniversario de su nacimiento 1) El bufón don Sebastián de Morra                                                                                                 | 28,8 × 40,9              | 35                  |
| 24.09.1999       | 2) Una sibila | 28,8 × 40,9              | 70                  |
| 12.04.2000       | 1) Conmemoración del séptimo centenario de la Universidad de Lérida; en el sello se reproduce la fachada del Rectorado y el emblema institucional | 40,9 × 28,8              | 35                  |
| 12.04.2000       | 2) Conmemoración del quinto centenario de la Universidad de Valencia; en el sello se reproduce la fachada del Rectorado y el emblema institucional | 40,9 × 28,8              | 70                  |
| 28.04.2000       | 1) Conmemoración del centenario del Real Club Deportivo Español; en el sello se reproduce el logotipo del centenario y la bandera azul y blanca del equipo | 28,8 × 40,9              | 35                  |
| 01.06.2001       | 1) Conmemoración del 400 aniversario de la muerte del cardenal Rodrigo de Castro. En el sello se reproduce una estatua orante del cardenal y el Colegio de Nuestra Señora de la Antigua, edificio fundado por él en Monforte de Lemos (Lugo)                                              | 40,9 × 28,8              | 40 (0,24)           |
| 07.09.2001       | 1) Centenario de la consagración de la Basílica de Covadonga, edificio de estilo neorrománico en la parroquia de Covadonga (Asturias). En el sello se reproducen el Santuario y la Virgen de Covadonga                                                                                    | 40,9 × 28,8              | 40 (0,24)           |
| 25.02.2002       | 1) Conmemoración del tercer centenario de la fundación del Monte de Piedad en España (origen de Caja Madrid), fundado por el sacerdote Francisco Piquer, cuyo retrato aparece en el sello, así como el emblema de la entidad                                                              | 28,8 × 40,9              | 0,25                |
| 25.02.2002       | 2) Centenario de la fundación del club deportivo Real Madrid. En el sello se reproduce el logotipo oficial de este evento | 40,9 × 28,8              | 0,75                |
| 15.04.2002       | 1) 1200 aniversario de la fundación de Tudela (Navarra). En el sello se reproduce una perspectiva de la ciudad desde el puente romano sobre el Ebro | 40,9 × 28,8              | 0,75                |
| 15.04.2002       | 2) Milenario del monasterio de Sant Cugat (Barcelona) | 40,9 × 28,8              | 1,80                |
| 08.05.2002       | 1) Retrato del poeta Luis Cernuda con motivo del centenario de su nacimiento y de fondo la Puerta del León del Real Alcázar de Sevilla, ciudad natal del poeta | 40,9 × 28,8              | 0,50                |
| 08.05.2002       | 2) Retrato del doctor gaditano Federico Rubio y Galí junto a dos enfermeras con motivo del centenario de su fallecimiento | 40,9 × 28,8              | 0,50                |
| 11.03.2003       | 1) Retrato del político Práxedes Mateo Sagasta, a su lado una reproducción del Congreso de los Diputados en Madrid | 40,9 × 28,8              | 0,26                |
| 25.04.2003       | 1) Motivo alusivo al centenario del Atlético de Madrid en los colores del club: rojo y blanco | 28,8 × 40,9              | 0,26                |
| 04.06.2003       | 1) Ilustración alusiva con el escudo del club catalán Centre d'Esports Sabadell, en ocasión del centenario de su fundación | 28,8 × 40,9              | 0,76                |
| 09.06.2003       | 1) Un retrato circular de época del político y jurista Juan Bravo Murillo | 28,8 × 40,9              | 0,51                |
| 27.06.2003       | Sellos en ocasión del centenario de la fundación del Real Automóvil Club de España (RACE), que muestran cuatro automóviles antiguos de fabricación española 1) El coche Dodge Dart | 40,9 × 28,8 (105 × 79,2) | 0,26                |
| 27.06.2003       | 2) Un Seat 600 | 40,9 × 28,8 (105 × 79,2) | 0,51                |
| 27.06.2003       | 3) Un Hispano-Suiza 20/30 CV | 40,9 × 28,8 (105 × 79,2) | 0,76                |
| 27.06.2003       | 4) Un Pegaso Z-102 | 40,9 × 28,8 (105 × 79,2) | 1,85                |
| 01.10.2003       | 1) Fragmento de un mapa del Islario General del Mundo, de Alonso de Santa Cruz, de la colección de la Real Sociedad Geográfica y el emblema institucional de ésta En la hoja bloque se ve la carta completa                                                                               | 40,9 × 28,8 (105 × 78)   | 1,85                |
| 17.12.2003       | 1) La antigua torre de mando del aeródromo de Cuatro Vientos y el avión biplano construido por el ingeniero Gaspar Brunet en 1909 | 40,9 × 28,8              | 0,76                |
| 27.04.2004       | 1) Fotografía del cargadero Cable Inglés, conocido también como "El Alquife", construcción monumental de hierro que se encuentra en el puerto de Almería, declarado en 1988 Bien de Interés Cultural (categoría de Monumento)                                                             | 40,9 × 28,8              | 0,52                |
| 21.05.2004       | 1) Ilustración alusiva al centenario de la fundación de la FIFA | 40,9 × 28,8              | 0,77                |
| 23.07.2004       | 1) El edificio del Círculo Oscense en Huesca, en ocasión del centenario de su inauguración | 40,9 × 28,8              | 0,52                |
| 05.11.2004       | 1) El Observatorio del Ebro en la localidad de Roquetas (Tarragona) | 40,9 × 28,8              | 1,90                |
| 03.02.2005       | 1) La portada del Rectorado de la Universidad de Sevilla (antigua Real Fábrica de Tabacos) en ocasión de sus 500 años de existencia | 28,8 × 40,9              | 0,28                |
| 03.02.2005       | 2) Reproducción de la carátula de la farmacopea Officina Medicamentorum (1603), autorizada por el rey Felipe III como la Primera Real Farmacopea Española | 28,8 × 40,9              | 0,28                |
| 20.10.2005       | 1) Con motivo de la celebración del quinto centenario de la fundación de la población de La Orotava (Tenerife), el sello reproduce el escudo y la fachada del Ayuntamiento, antepuestos a la real cédula de Felipe IV por la que se le concedió a La Orotava el título de Villa exenta    | 28,8 × 40,9              | 2,21                |
| 20.10.2005       | 2) Con motivo del 150 aniversario de la primera edición de sellos españoles para Cuba y Puerto Rico, el sello reproduce una carta circulada de La Habana a Santander en 1855 y un sello con la efigie de la reina Isabel II en color verde y con valor facial de medio real de plata      | 40,9 × 28,8              | 2,21                |
| 09.05.2006       | 1) Un correo a caballo con traje de época y de fondo el Monasterio de El Escorial, en ocasión del V centenario de la llegada de la familia Tassis a España, familia que estableció y organizó el correo en el Imperio Español                                                             | 40,9 × 28,9              | 0,29                |
| 20.07.2006       | 1) Motivo alusivo al VII centenario del Mercado de Benavides en la localidad de Benavides de Órbigo, (León) | 40,9 × 28,8              | 0,38                |
| 20.07.2006       | 2) En homenaje al primer centenario del Canal de Aragón y Cataluña, canal de riego y de servicio industrial, se ilustra el sifón del río Sosa | 40,9 × 28,8              | 0,38                |
| 07.11.2006       | 1) Retrato del santo Francisco de Javier, y como fondo un kakemono japonés del siglo XIX que representa la llegada del santo a Kagoshima, en ocasión del quinto centenario de su nacimiento                                                                                               | 40,9 × 28,8              | 0,29                |
| 05.02.2007       | 1) El claustro del edificio del Instituto de Estudios Catalanes en Barcelona y el logotipo de la institución con motivo de la celebración del centenario de su fundación | 40,9 × 28,8              | 0,30                |
| 19.09.2007       | 1) Diseño alusivo al centenario de la Real Federación Española de Tenis con la inscripción «100 años en pista» | 28,8 × 40,9              | 0,31                |
| 07.05.2013       | 1) Imagen del Blériot XI (aeroplano a motor) que realizó el primer vuelo en Canarias, el 30 de abril de 1913 | 40,9 × 28,8              | 0,52                |
| 07.05.2013       | 2) Imagen del estadio de Artunduaga y la torre de comunicaciones en la localidad de Basauri, con motivo del centenario del Club Deportivo Basconia | 28,8 × 40,9              | 0,52                |
| 03.01.2014       | 1) Diseño alusivo al III centenario de la Real Academia Española que muestra diversas letras del abecedario y tres tomos del Diccionario de la lengua española | 40,9 × 28,8              | 0,38                |
| 28.01.2014       | 1) Diseño alusivo al centenarios de la vivienda social en Sevilla | 40,9 × 28,8              | 0,54                |
| 28.01.2014       | 2) Con motivo del centenario del Real Racing Club Santander, en el sello se ve una fotografía de los inicios del club sobre el acta de su fundación, el escudo del Racing y un balón de fútbol; todo en los colores del equipo: verde, blanco y negro                                     | 40,9 × 28,8              | 0,54                |
| 12.02.2014       | 1) Motivo alusivo al centenario de la Escuela Superior de Telegrafía que reproduce la fotografía de la primera promoción de ingenieros del ramo y una cinta perforada de transmisiones | 40,9 × 28,8              | 0,54                |